# Richard Oehring
Richard Oehring (* 16. Juni 1891 in Düsseldorf; † 14. Mai 1940) war ein deutscher politischer Aktivist, Schriftsteller und Wirtschaftswissenschaftler.

## Leben
Richard Oehring wurde als Sohn eines protestantischen Oberpostdirektors geboren. Er besuchte zusammen mit Alfred Wolfenstein eine Klasse des Luisenstädtischen Gymnasiums in Berlin. 1909 legte er das Abitur ab. Oehring zählte zum Freundeskreis der Dichterin Henriette Hardenberg und ihres Bruders Hans. Während seines Studiums in München stieß er zusammen mit seinem Bruder Fritz zum Kreis um Erich Mühsam und die Gruppe Tat, der auch Oskar Maria Graf, Franz Jung und Georg Schrimpf angehörten. Im Anschluss an seine Rückkehr nach Berlin schrieb er als Wirtschaftsjournalist Beiträge für Buchwalds Börsenberichte. Ab 1912 arbeitete er für die Aktion und veröffentlichte dort eigene lyrische Werke. Es entstand die Novelle Der Käfig. 1913/1914 gehörte er zusammen mit Gottfried Benn, Paul Boldt, Alfred Lichtenstein, Franz Pfemfert und anderen zu den Protagonisten der Autorenabende der Aktion.
Oehring nahm am Ersten Weltkrieg teil, dem sein Bruder Fritz zum Opfer fiel, und wurde in Brüssel als Sanitäter stationiert. Er erkrankte, kehrte nach Berlin zurück, wurde allerdings nachgemustert und für wehrtauglich erklärt. Er wurde erneut eingezogen, desertierte und erreichte durch Lohn- und Nahrungsverweigerung seine Entlassung. 1915 heiratete er Cläre Otto und gehörte zusammen mit Franz Jung, Otto Gross und Georg Schrimpf zu den Mitherausgebern der Zeitschrift Die freie Straße, von der bis 1917 sechs Folgen erschienen. Die Nummern 3 und 4 wurden von Oehring herausgegeben.
Die Ehe scheiterte 1917, Cläre Oehring wurde die Lebensgefährtin von Franz Jung. Die beiden heirateten 1924, ließen sich 1937 jedoch wieder scheiden; den Namen Cläre Jung behielt sie jedoch lebenslang. Oehring reiste nach Wien zu Otto Gross, wo er auch Margarete Kuh kennenlernte, die seine zweite Frau wurde. Oehring wurde Mitarbeiter von Alfons Goldschmidts Räte-Zeitung und gehörte mit Ernst Jacobi und Friedrich M. Minck zur Rätegenossenschaft für wirtschaftlichen Aufbau. 1922 ging er, inzwischen Vater einer Tochter (Mimi), in die Sowjetunion.
Nach seiner Rückkehr arbeitete er in der Handelsvertretung der Sowjetunion in Berlin und beteiligte sich an der Filmorganisation der Internationalen Arbeiterhilfe. 1931 gehörte er mit Arvid Harnack, Georg Lukács, Friedrich Lenz und Karl August Wittfogel zu den Mitgliedern der Arplan (Arbeitsgemeinschaft zum Studium der Planwirtschaft). Igor Cornelissen vermutet, dass Oehring 1932 die Arplan-Delegation begleitete, die die Sowjetunion bereiste. Im Protokoll der Studienreise findet sich sein Name allerdings nicht.
1933 verließ Oehring mit seiner Familie Deutschland und emigrierte nach Holland, wo er für die sowjetische Handelsorganisation Exportchleb und zugleich für den russischen Geheimdienst arbeitete. Er unterhielt engen Kontakt zu Ignaz Reiss, der dort und in anderen Ländern als Agent operierte und im September 1937 – nach seiner öffentlichen Abrechnung mit Stalin und Parteinahme für Trotzki – in Lausanne von Agenten der Auslandsabteilung des NKWD auf offener Straße erschossen wurde. Oehring warb Johan Huijts, den Auslandsredakteur der Zeitung Nieuwe Rotterdamsche Courant (NRC), für die geheimdienstliche Arbeit an. Es ist unklar, ob sein Ausscheiden bei Exportchleb 1939 mit dem Tode von Reiss zusammenhängt. Er wurde Wirtschaftsberater des NRC, versorgte Huijts mit Wirtschaftsnachrichten aus der Sowjetunion und konnte durch ihn im Wirtschaftsteil der Zeitung publizieren. Wie Huijts später berichtete, bekümmerte es Oehring sehr, dass es ihm nicht gelang, die sowjetische Staatsbürgerschaft zu erhalten. So beging er am 14. Mai 1940, dem Tag der Kapitulation Hollands, Selbstmord.

## Schriften
- Insel der Kalypso. In: Die Aktion. 2. Jg., Nr. 48, 27. November 1912, Sp. 1518.
- Verwandlung. In: Die Aktion. 2. Jg., Nr. 48, 27. November 1912, Sp. 1518.
- Schwermut. In: Die Aktion. 2. Jg., Nr. 50, 11. Dezember 1912, Sp. 1587.
- Der Dichter. In: Die Aktion. 2. Jg., Nr. 51, 18. Dezember 1912, Sp. 1613.
- Das Gespräch. In: Die Aktion. 3. Jg., Nr. 2, 8. Januar 1913, Sp. 52.
- Der Gehemmte. In: Die Aktion. 3. Jg., Nr. 2, 8. Januar 1913, Sp. 52.
- Schneeland. In: Die Aktion. 3. Jg., Nr. 6, 5. Februar 1913, Sp. 174.
- De Profundis. Charité. In: Die Aktion. 3. Jg., Nr. 10., 5. März 1913, Sp. 303.
- Der Verräter. In: Die Aktion. 3. Jg., Nr. 27, 5. Juli 1913, Sp. 658.
- Absolution. In: Die Aktion. 3. Jg., Nr. 46, 15. November 1913, Sp. 1082.
- Die Erlösten. In: Die Aktion. 3. Jg., Nr. 51, 20. Dezember 1913, Sp. 1190.
- Die Internierung des Dr. Otto Gross und die Polizei. In: Wiecker Bote. 1. Jg., H. 7, März 1914, S. 1–3.
- Eisenbahnfahrt. In: Die Aktion. 5. Jg., Nr. 20/21, 15. Mai 1915, Sp. 252.
- Erlebnis. In: Die Aktion. 5. Jg., Nr. 22/23, 29. Mai 1915, Sp. 278.
- Vor Frühling wandernd. In: Die Aktion. 5. Jg., Nr. 26, 26. Juni 1915, Sp. 328.
- Landschaft. In: Die Aktion. 5. Jg., Nr. 31/32, 7. August 1915, Sp. 399.
- Frau. In: Die Aktion. 5. Jg., Nr. 39/40, 25. September 1915, Sp. 497–498.
- Der Käfig. In: Freie Straße. 1. Folge. 1915, S. 9–14.
- Bemerkung. In: Freie Straße. 3. Folge. 1916, S. 3–4.
- Der Fluch. In: Freie Straße. 3. Folge. 1916, S. 4–5.
- Gespräch in mir. In: Freie Straße. 3. Folge. 1916, S. 13–14.
- Der Bruder. In: Freie Straße. 5. Folge. 1916, S. 11–14.
- Zwang und Erleben. In: Freie Straße. 5. Folge. 1916, S. 5.
- Die Organisation des modernen Fabrikbetriebes. Berlin 1920.
- Die Großfischerei der I.A.H. in Sowjetrußland. Berlin 1925.
- Sowjethandel und Dumpingfrage. Berlin 1931.
- Straßen fließen steinern in den Tag. Gedichte, Erzählungen, Aufsätze. Siegen 1988.